# Тайро (Північна Кароліна)
Тайро (англ. Tyro) — переписна місцевість (CDP) в США, в окрузі Девідсон штату Північна Кароліна. Населення — 3753 особи (2020).

## Географія
Тайро розташоване за координатами 35°47′59″ пн. ш. 80°22′35″ зх. д. / 35.79972° пн. ш. 80.37639° зх. д. (35.799713, -80.376445).  За даними Бюро перепису населення США в 2010 році переписна місцевість мала площу 33,28 км², уся площа — суходіл.

## Демографія
Згідно з переписом 2010 року, у переписній місцевості мешкало 3879 осіб у 1445 домогосподарствах у складі 1100 родин. Густота населення становила 117 осіб/км².  Було 1603 помешкання (48/км²).
Расовий склад населення:
| - 93,5 % — білих - 1,5 % — чорних або афроамериканців - 0,5 % — корінних американців - 0,5 % — азіатів - 2,6 % — осіб інших рас |

До двох чи більше рас належало 1,4 %. Частка іспаномовних становила 4,6 % від усіх жителів.
За віковим діапазоном населення розподілялося таким чином: 26,5 % — особи молодші 18 років, 62,9 % — особи у віці 18—64 років, 10,6 % — особи у віці 65 років та старші. Медіана віку мешканця становила 37,6 року. На 100 осіб жіночої статі у переписній місцевості припадало 104,8 чоловіків;  на 100 жінок у віці від 18 років та старших — 101,3 чоловіків також старших 18 років.
Середній дохід на одне домашнє господарство  становив 54 626 доларів США (медіана — 55 075), а середній дохід на одну сім'ю — 63 655 доларів (медіана — 58 858). Медіана доходів становила 47 321 долар для чоловіків та 40 013 долари для жінок. За межею бідності перебувало 11,8 % осіб, у тому числі 9,6 % дітей у віці до 18 років та 2,4 % осіб у віці 65 років та старших.
Цивільне працевлаштоване населення становило 1615 осіб. Основні галузі зайнятості: освіта, охорона здоров'я та соціальна допомога — 20,0 %, виробництво — 18,5 %, науковці, спеціалісти, менеджери — 11,2 %, публічна адміністрація — 9,0 %.